# Tupelo

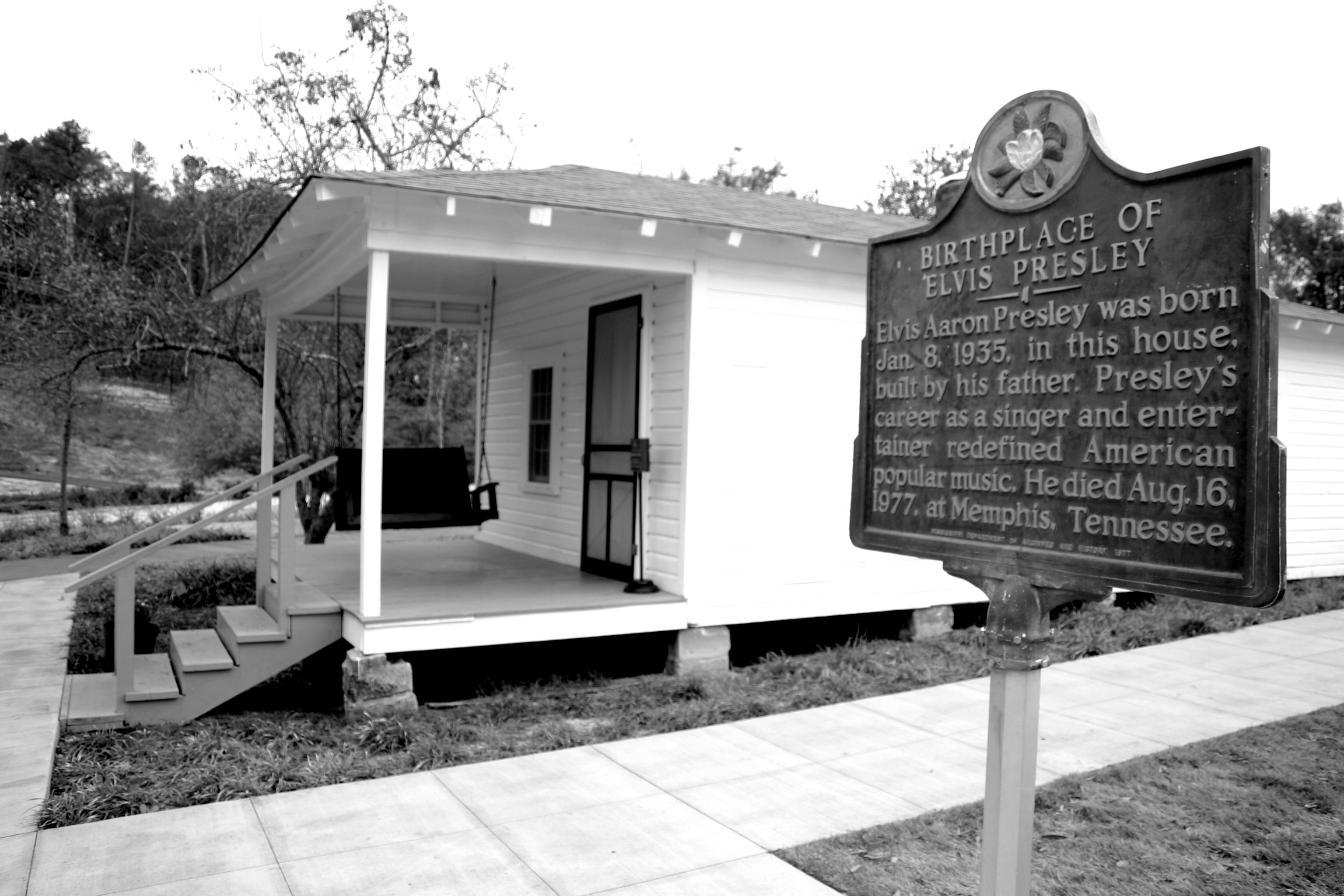
Casa nativa d'Elvis a Tupelo

Tupelo (pronunciada /'tu:pəlo/) és la major ciutat i la seu del Comtat de Lee, a l'estat de Mississipi (Estats Units). Situada al nord-est de Mississipi, la ciutat es troba entre Memphis (Tennessee), i Birmingham (Alabama), al llarg de l'autopista 78 dels Estats Units, prevista per a esdevenir l'Interestatal 22 en uns pocs anys. És la vuitena ciutat més gran en l'estat de Mississipi, més petita que Meridian. La zona de Tupelo, específicament el llogarret proper de Blue Springs, va ser seleccionada durant la Primavera de 2007 com el lloc on Toyota dels Estats Units havia d'implantar la seva onzena planta de fabricació d'automòbils.
Segons el cens dels Estats Units del 2000, la ciutat tenia 34.211 habitants. El 2007, la població era de 36.058, i la seva zona metropolitana (Lee, Pontotoc i Itawamba) comptava amb 132.245 habitants.
Es coneix la ciutat com a bressol del famós cantant Elvis Presley.